# Бригадир (Велика Британія)
Бригадир (англ. Brig) — старше офіцерське звання у британській армії та Королівській морській піхоті. Бригадир звання старше за звання полковник, але нижче за звання майора-генерала. Хоча схоже звання бригадний генерал у багатьох інших країнах є генеральским званням, у британській армії його відносять до рангів польових офіцерів.
Звання має код НАТО OF-6, еквівалентний до рангів у ВМС комодор та у ВПС комодор повітряних сил та бригадний генерал (генерал з 1-зіркою) у збройних силах США та у інших країнах НАТО.

## Відзнака
Відзнакою звання бригадир є корона Св. Едварда над трьома зірками (зірка "Лазні"). Відзнакою бригадного генерала були схрещені меч і жезл.

## Використання
Бригадири спочатку призначалися з числа полковників (як комодор з числа морських капітанів), а не були основним званням. Проте, з 1 листопада 1947 став основним званням британської армії. Проте Королівська морська піхота зберегла звання до 1997, коли звання комодор та бригадир стали основними званнями.

## Історичне звання бригадного генерала

Відзнака (до 1920)

Звання бригадний генерал загалом використовували у британській армії та Королівській морській піхоті, а також не довго у Королівських ВПС. Вперше звання з'явилося у британській армії за часів правління Якова II, але звання не використовувалося у Королівській морській піхоті до 1913. У 1740 основне звання бригадного генерала було скасовано, а після цього звання бригадного генерала використовували як тимчасове, для призначення полковників або підполковників на час виконання завдань.
Призначення було скасовано у армії та морській піхоті у 1921 році. Було обрано призначення полковник комендант (яке вже використовували у морській піхоті) та штаб-полковника. Ці призначення, хоча і відображали його сучасну роль у британській армії як старшого полковник,а а не молодший генерал, не були добре прийняті і обидва були замінені бригадирами як в армії, так і в морській піхоті (хоча вони не замінили основного рангу полковника-коменданта в останній) в 1928 році. З утворенням Королівських військово-повітряних сил з 1 квітня 1918 до 31 липня 1919, використовували призначення бригадир-генерал. Воно було замінено на комодор повітряних сил.
Відзнакою звання бригадира-генерала були схрещені меч та  жезл; така відзнака використовується у вищих генеральських званнях, з додаванням зірки (майор-генерал), корони (лейтенант-генерал) або обох символів ("повний" генерал). Еквівалентним військово-морських званням є комодор.
Бригадир є найвищім званням польових офіцерів (без використання слова "генерал"), у той час як бригадир-генерал був найнижчим генеральським "званням". Проте, обидва звання можна вважати ідентичними.

## Молодше офіцерське звання
Історично, бригадир та під-бригадир були молодшими офіцерськими званнями у Кінній Гвардії. Це відповідало французькій практиці, де бригадир у кавалерії дорівнював званню капрала. Щоб підкреслити статус Кінної Гвардії як "домашніх військ", бригадири займали посади лейтенантів, під-бригадири займали посади корнетів, які були у інших кінних підрозділах. Після розпуску Кінної Гвардії у 1788, бригадири та під-бригадири 1-го та 2-го підрозділів стали лейтенантами та корнетами 1-го та 2-го полків лейб-гвардії відповідно.
Бригадир залишився найнижчими офіцерським званням у Королівській роті лучників, охоронців королеви у Шотландії. У загоні дванадцять бригадирів які стоять вище за енсінов.